# Алматинский университет энергетики и связи
Energo University (АУЭС) (каз. Ғұмарбек Даукеев атындағы Алматы Энергетика және Байланыс Университетi (АЭжБУ), англ. Almaty University of Power Engineering and Telecommunications (AUPET) named after G.Daukeev) — высшее учебное заведение в Алматы(Казахстан). Расположен на пересечении улиц Байтурсынова и Габдуллина. Старейший энергетический университет образован 10 января 1997 г. на базе Алма-Атинского энергетического института (АЭИ), основанный с 1975 года. Является некоммерческим техническим вузом. Обучение ведется на казахском, русском и английском языках.

## История
1960 — Впервые в Казахстане начата подготовка инженеров — энергетиков на базе Казахского политехнического института;
1961 — Создан энергетический факультет КазПТИ;
1975 — Энергетический факультет КазПТИ выделен в самостоятельный ВУЗ — Алматинский энергетический институт (АЭИ);
1988 — Институт перешел на полный хозрасчет и самофинансирование;
1997 — Назначен первый ректор НАО АУЭС — Даукеев Гумарбек Жусупбекович — кандидат технических наук, академический профессор;
1997 — Подписан договор с Московским Энергетическим Институтом о сохранении единого образовательного процесса;
1999 — Впервые в Казахстане открыт диссертационный совет по специальности «Электротехнические комплексы и системы»;
1999 — Подписан договор с Московским техническим университетом связи и информатики о совместной деятельности по подготовке специалистов для отрасли связи РК;
2001 — Подписан договор об открытии региональной академии CISCO в АУЭС;
2001 — Подписан договор между АУЭС и Министерством связи Республики Таджикистан о сотрудничестве и подготовке специалистов для отрасли связи;
2002 — Открыт диссертационный совет по специальностям «Экология» и «Охрана труда»;
2002 — Подписан договор между АУЭС и Ташкентским государственным техническим университетом им. Абу Райхана Беруни об оказании содействия ученым в проведении совместных НИ работ;
2003 — Открыт диссертационный совет по специальности «Пожарная и промышленная безопасность»;
2007 — Открытие Академии IT Microsoft;
2008 — АУЭС стал участником проекта TEMPUS «Магистерские программы для инженеров и экономистов в области энергетики и устойчивого развития»;
2008 — Подписан договор с Московским Энергетическим Институтом о совместной организации программы заочного обучения и получения второго экономического образования студентами АУЭС
2009 — Создана ассоциация выпускников во главе с Советом Попечителей;
2010 — Алматинский институт энергетики и связи получил статус университета;
2016 — Открыта первая в Казахстане школа 3D принтинга и робототехника;
2017 — Образован Колледж АУЭС;
2019 — Университет переименован в НАО «Алматинский университет энергетики и связи имени Гумарбека Даукеева»;
2019 — Открытие ИКТ Академии Huawei;
2019 — АУЭС имени Гумарбека Даукеева — региональный центр в рамках программы USAID «Энергия будущего»;
2019 — В рейтинге U-Multirank за 2019 год АУЭС вошёл в число 25 ведущих мировых университетов по параметру «Сотрудничество с рабочей средой»;
2019 — АУЭС вошел в число 3 лучших университетов Казахстана, согласно международному рейтингу U-Multirank за 2019 год;
2019 — Открытие межкафедральной учебной лаборатории Dr.Web;
2019 — АУЭС выиграл грант Всемирного банка;
2020 — АУЭС вошел в ТОП-20 ВУЗов Республики Казахстан;
2020 — АУЭС занял 6 место в национальном рейтинге лучших технических вузов Казахстана;
2020 — открылся новый научно-исследовательский центр «SpaCE»;
2020 — открылся Центр компетенций Schneider Electric по промышленной автоматизации;
2021 — открылась учебно-научная лаборатория «Безопасность беспроводных сетей и построение криптосистем» при Научно-техническом центре «Проблемы информационной безопасности» имени Омар Турганбека;
2021 — АУЭС совместно с Университетом Прикладных Наук Анхальт запустил новую междисциплинарную образовательную программу Индустрия 4.0 Системная инженерия;
2021 — открылась лаборатория новых профессий PROLAB;
2022 — USAID и ЕБРР подписали меморандум с АУЭС;
2023 — открылся единственный в Центральной Азии учебный центр по релейной защите и автоматизации Siemens;
2024 — открылся научно-образовательный хаб по космическим технологиям;
2024 — открыта первая в Казахстане лаборатория ENERGYNET.LAB по подготовке специалистов для нужд цифровой энергетики;
2024 — Алматинский университет энергетики и связи и Московский энергетический институт договорились о сотрудничестве.
31 января 2025 года в АУЭС открыт лекционный зал имени первого ректора ВУЗа Альберта Болотова и интерактивный музей.

## Структура университета
По состоянию на конец 2023 года в университете обучалось более 5000 студентов.
Четыре института с дневной формой обучения:
1. Институт коммуникационной и космической инженерии.
2. Институт энергетики и зеленых технологий.
3. Институт автоматизации и информационных технологий.
4. Институт естественных и гуманитарных наук.

Институты объединяют в своем составе 15 кафедр и дополнительный институт: высшая школа менеджмента.
Действуют следующие кафедры:

### Институт коммуникационной и космической инженерии
- Кафедра космической инженерии
- Кафедра телекоммуникационной инженерии
- Кафедра электронной инженерии

### Институт энергетики и зеленых технологий
- Кафедра теплоэнергетики
- Кафедра электроэнергетики
- Кафедра энергообеспечения и электропривода
- Кафедра электроснабжения и возобновляемых источников энергии
- Кафедра экологии и менеджмента в инженерии

### Институт автоматизации и информационных технологии
- Кафедра IT-инженерии и искусственного интеллекта
- Кафедра автоматизации и управления
- Кафедра кибербезопасности

### Институт естественных и гуманитарных наук
- Кафедра языков
- Кафедра социальных дисциплин
- Кафедра физики и электротехники
- Кафедра математики

### Высшая школа менеджмента
- Центр повышения квалификации

### Колледж АУЭС
Колледж АУЭС был организован в 2017 году при Алматинском университете энергетики и связи и является структурным подразделением университета. Занятия проводятся преподавателями АУЭС с использованием лабораторной базы университета. Студенты колледжа пользуются библиотекой, спортивным залом университета. Имеется общежитие. В учебном процессе задействовано 6 телевизионных аудиторий, 10 компьютерных классов с подключением к Internet, оборудование радиомонтажной мастерской, региональной академии CISCO при АУЭС и другими лабораториями университета. Открыт центр обслуживания студентов ЦОС.

## Направления обучения
Преподавательский состав университета представлен докторами PhD (53), докторами наук (24) и кандидатами наук (108). Всего в АУЭС ведут работу 442 преподавателя.
Университет готовит специалистов по специальностям колледжа, бакалавриата, магистратуры и докторантуры PhD.
Готовит специалистов по следующим основным специальностям бакалавриата согласно классификатору Министерству образования и науки Республики Казахстан:

### B057 Информационные технологии
- 6B06101 Искусственный интеллект и анализ данных (Информатика)
- 6B06102 Информационные системы
- 6B06103 Вычислительная техника и программное обеспечение

### B058 Информационная безопасность
- 6B06301 Информационная безопасность финансовых структур
- 6B06306 Системы информационной безопасности

### B059 Коммуникации и коммуникационные технологии
- 6B06201 Радиотехника, электроника и телекоммуникации
- 6B06205 Телекоммуникационная инженерия

### B062 Электротехника и энергетика
- 6B07101 Электроэнергетика
- 6B07103 Теплоэнергетика
- 6B07106 Атомные электрические станции и установки
- 6B07118 Технологии возобновляемой энергетики
- 6B07120 Энергетический инжиниринг и менеджмент
- 6B07122 Гидроэнергетика
- 6B07123 Системная инженерия
- 6B07124 Автоматизированные электромеханические системы
- 6B07129 Промышленные системы водоподготовки

### B063 Электротехника и автоматизация
- 6B07108 Автоматизация и управление.

### B064 Механика и металлообработка
- 6B07116 Электронные инженерные технологии
- 6B07117 Робототехника и мехатроника
- 6B07125 Биотехнические и медицинские системы и аппараты

### B067 Воздушный транспорт и технологии
- 6B07112 Аэрокосмическая инженерия

### B094 Санитарно-профилактические мероприятия
- 6B11201 Безопасность жизнедеятельности и защита окружающей среды

### B183 Агроинженерия
- 6B08701 Энергообеспечение сельского хозяйства

### Дополнительное обучение
Студенты АУЭС имени Гумарбека Даукеева имеют возможность одновременно получить два диплома: бакалавра по основной специальности и экономиста Московского энергетического института (МЭИ) по программе дистанционного обучения.
Также на базе Университета имеется региональная академия Cisco, обучающая помимо слушателей и преподавателей локальных академий, Академия IT Microsoft, возможно прохождение курсов D-Link, Oracle.

## Ректоры и Руководство
1. Первый ректор Алматинского энергетического института — доктор технических наук, профессор Альберт Васильевич Болотов, который на протяжении десяти лет руководил институтом. За эти годы институт стал одним из ведущих вузов республики, третьим энергетическим вузом СССР (после Московского и Ивановского энергетических институтов).
2. В 1985 году ректором Алма-Атинского энергетического института назначен доктор технических наук Александр Фёдорович Богатырёв.
3. В 1994 года по 1996 институт возглавлял доктор технических наук, профессор Герман Геннадьевич Трофимов. В 1996 Алма-Атинский энергетический институт был присоединён к Казахскому национальному техническому университету в качестве структурного подразделения — «Учебно-научного комплекса энергетики и телекоммуникаций» (УНК ЭиТК).
4. Даукеев, Гумарбек Жусупбекович (1996, 1997—2014) — исторически четвёртый ректор, первый ректор НАО «АУЭС». В 1996—1997 годы занимал должность директора учебно-научного комплекса энергетики и телекоммуникаций КазНТУ. С апреля 1997 — ректор Алма-Атинского института энергетики и связи
5. Бакенов Кайрат Асангалиевич — ректор в 2014—2016 годах
6. Сыргалиев Ержан Омирханович — ректор с 15 апреля 2016 по 23 января 2017 г.
7. Сагинтаева Сауле Саветовна — ректор с 24 января 2017 по 24 января 2023 г.
8. Сыздыков Мурат Канатович — ректор с 25 января 2023 г. по 29 апреля 2024 г.
9. Ныгыметов Гани Сактаганович — ректор с 30 апреля 2024 г.

- Даукеев, Серикбек Жусупбекович (брат ректора Гумарбека Даукеева) — председатель совета директоров (по состоянию на 2020 год).